# JW Marriott Hotel Lima
El JW Marriott Hotel Lima, conocido simplemente como el Hotel Marriott, es un edificio y hotel de 5 estrellas ubicado en el distrito de Miraflores, en la ciudad de Lima, capital del Perú. Forma parte de un complejo compuesto por una torre de oficinas y una galería comercial que abarca toda una manzana. Tiene 25 pisos, mide 92 metros de altura y consta de 300 habitaciones, todas con vista al mar.
El hotel, perteneciente a la cadena estadounidense Marriott Hotels & Resorts, inició la construcción de las Torres Marriott en el año 1998, aprovechando la apertura del centro comercial Larcomar. Inaugurado en el año 2000, acogió en el 2008 al presidente George W. Bush en su visita oficial al Perú para la cumbre APEC realizada en Lima.
En marzo de 2007, el hotel fue elegido como Hotel del año a nivel Marriott mundial.

## Instalaciones
La arquitectura del Hotel Marriott de Lima fue realizada por la firma internacional norteamericana Arquitectónica, dirigida por los arquitectos Bernardo Fort Brescia y Laurinda Spear. 
El hotel cuenta con 300 habitaciones incluyendo un casino, salón de banquetes, 2 restaurantes, salas de conferencias, gimnasio, spa, cancha de tenis, centro de negocios y club ejecutivo.

## Galería

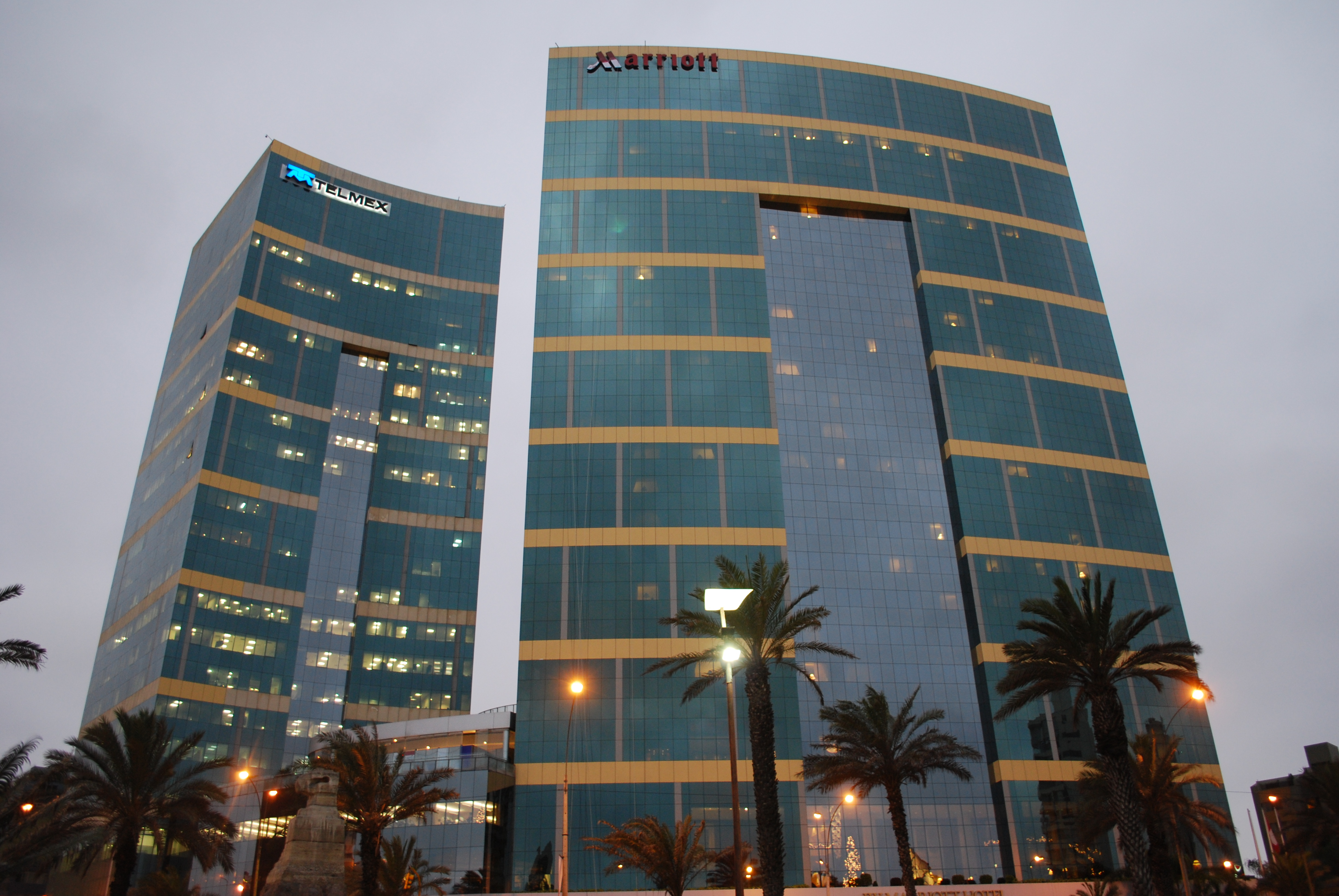
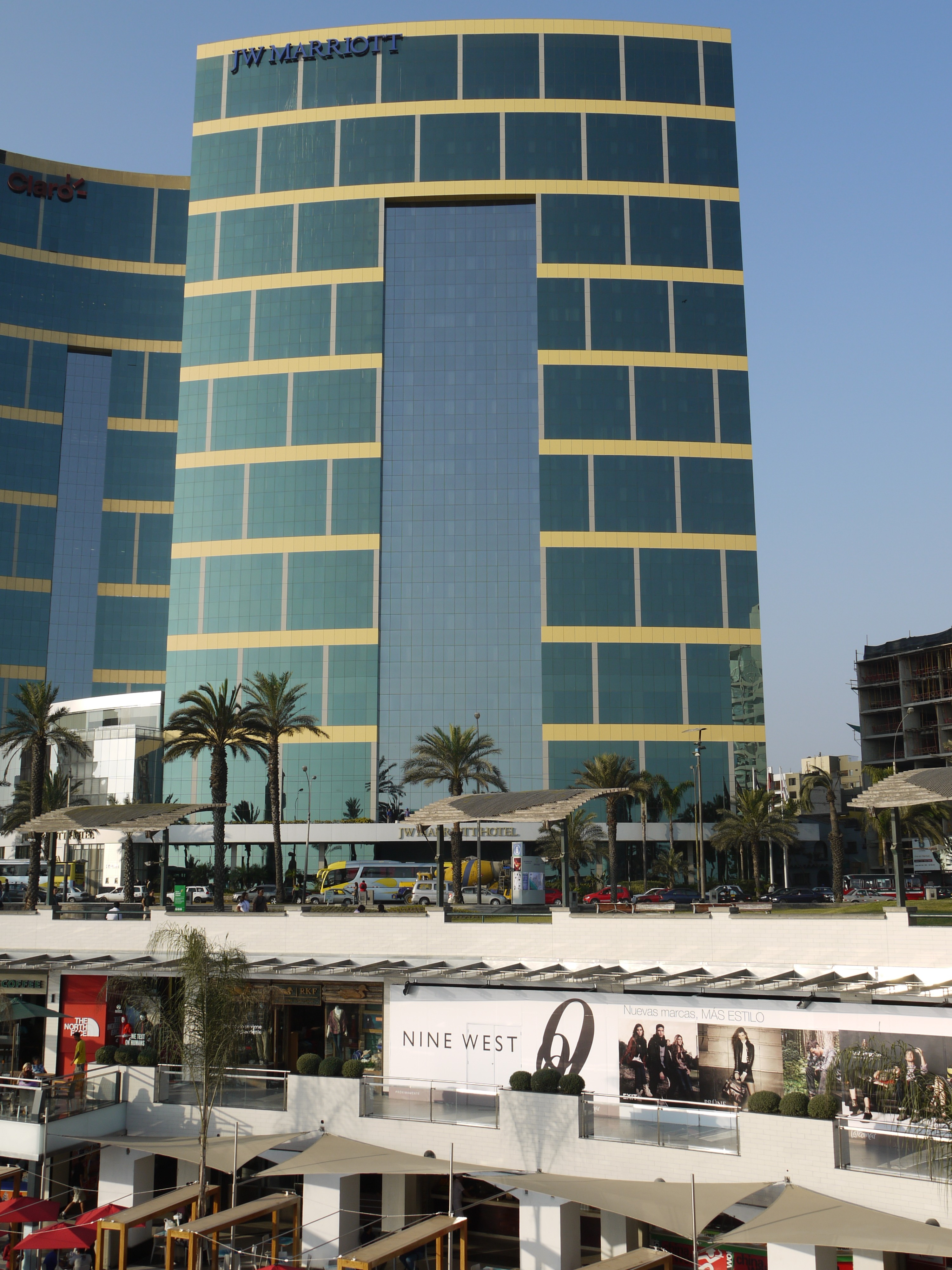
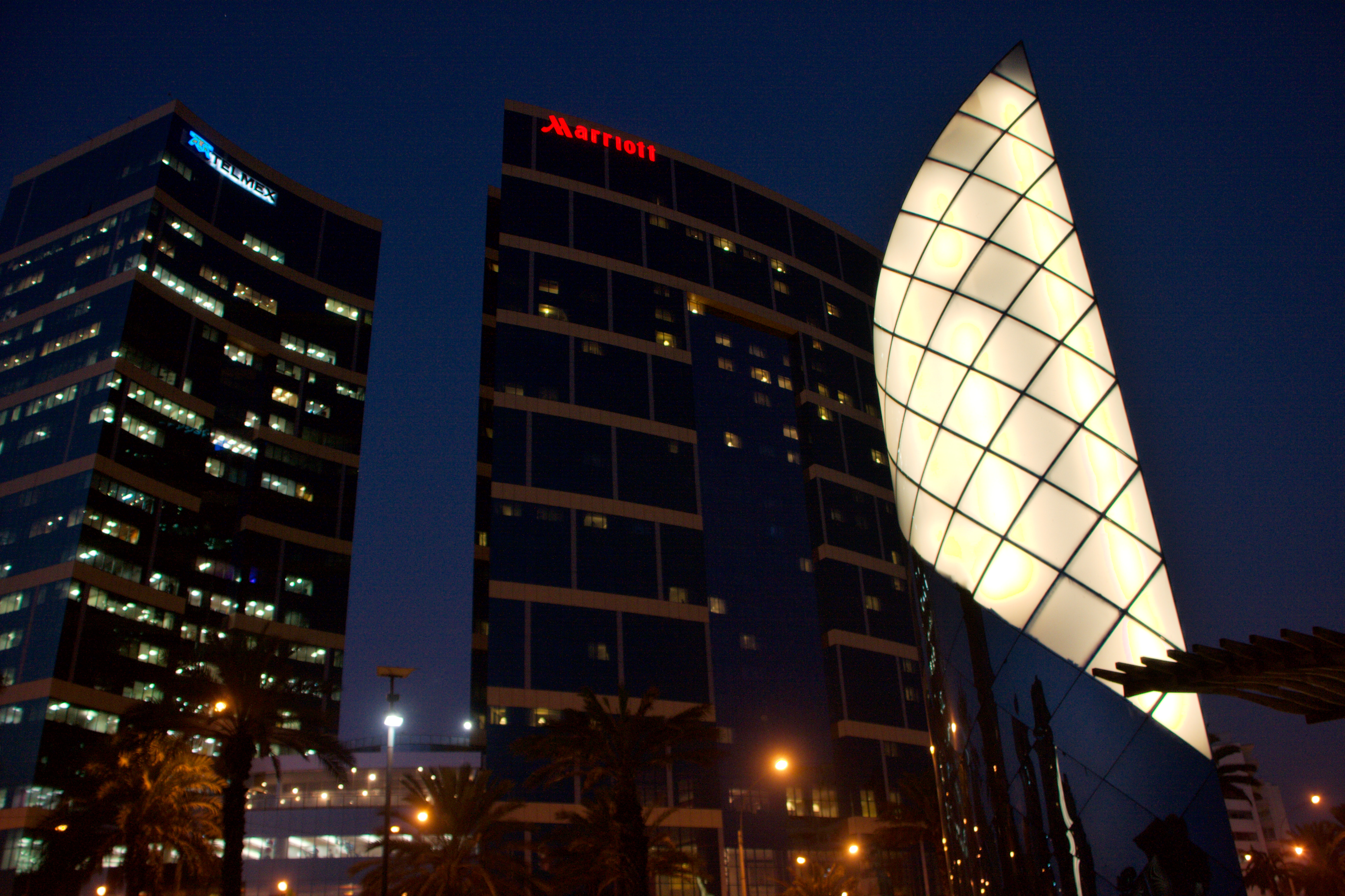